# Ekain Zenitagoia
Ekain Zenitagoia Arana (Durango, 29 de abril de 1994) es un futbolista español que juega en la demarcación de delantero en el Real Murcia C. F. de la Primera Federación.

## Trayectoria
Ekain nacido en Durango, es un delantero formado en el fútbol base de la Sociedad Cultural Deportiva de Durango, con el que debutaría en Tercera División en la temporada 2015-16.
En la temporada 2016-17, lograría anotar 11 goles en el Grupo IV de Tercera División. Con el conjunto de Durango, lograría disputar la fase de ascenso, quedando eliminado frente el Écija Balompié en la tanda de penaltis tras el 1-1 global.
En la temporada 2017-18, lograría el ascenso a la Segunda División B en la eliminatoria de la eliminatoria de ascenso frente a la Unión Deportiva San Fernando, temporada en la que Ekain anotaría más de una veintena de goles en Tercera División.
En verano de 2019, firma por la SD Amorebieta del Grupo II de la Segunda División B. En la temporada 2019-20, participó en 25 partidos y anotó 9 goles.
El 14 de agosto de 2020, Ekain se unió al UD Ibiza de la Segunda División B. En la temporada 2020-21 jugaría 19 partidos en los que anotaría dos goles.
El 23 de mayo de 2021, logra el ascenso a la Segunda División de España, tras vencer en la final de la eliminatoria de ascenso al UCAM Murcia C. F. en el Nuevo Vivero, gracias a un gol de Ekain desde el punto de penalti.
En la temporada 2023-24, firma por el Racing de Santander de la Segunda División de España, en el que anotaría 5 goles en los 43 partidos que jugó durante dos temporadas.
El 19 de julio de 2025, firma por el Real Murcia C. F. de la Primera Federación.

## Clubes
| Club                                   | País   | Año       |
| -------------------------------------- | ------ | --------- |
| Sociedad Cultural Deportiva de Durango | España | 2015-2019 |
| S. D. Amorebieta                       | España | 2019-2020 |
| U. D. Ibiza                            | España | 2020-2023 |
| Racing de Santander                    | España | 2023-2025 |
| Real Murcia C. F.                      | España | 2025-act. |